# Assembly of First Nations
Assembly of First Nations (franska: Assemblée des Premières Nations, AFN) är en församling av kanadensiska First Nations (tidigare indianstammar). Stammarna representeras av sina hövdingar. Organisationen skapades 1982 efter en modell av FN:s generalförsamling. Sammanslutningen föregångare hette National Indian Brotherhood som upplöstes i slutet av 1970-talet.
Organisationens syfte är att skydda och främja ursprungsfolkens intresse, First Nations i Kanada, och deras fördragsrättigheterna för att främja arbete för hälsa, utbildning, kultur och språk. Organisationen representerar främst grupper med status som First Nation (indianer). Métiser och andra urfolk i Kanada har under samma period organiserats som Congress of Aboriginal Peoples (CAP). Den organisation representerar i första hand urbana indianer, inklusive indianer vars status står utanför First Nation och inuiter. Socialt är detta en följd av förändringar i var och hur ursprungsfolk lever under modern tid. First Nations-ledare träffas en gång om året för att fastställa politiska riktlinjer i resolutioner. Församlingen har en stor kulturell betydelse för First Nations utöver den politiska betydelsen. Hövdingen över landsorganisationen väljs vart tredje år. Organisationens struktur fastställdes i stadgan för Assembly of First Nations 1985. De viktigaste organen inom organisationen är First Nations-in-Assembly, Confederacy of Nations, Exekutivkommittén, Sekretariatet och De Äldstes Råd.Förutom Assembly of First Nations finns det två andra organisationer som representerar ursprungsbefolkningarnas intressen på nationell nivå, Inuit Tapiriit Kanatami för Inuiterna och Métis National Council för Métis.

## Lista över hövdingar över Assembley of First nation
- 1982–1985: David Ahenakew, Cree, Ahtahkakoop indianreservat, Saskatchewan.
- 1985–1991: Georges Erasmus, Dene Nation, Northwest Territories.
- 1991–1997: Ovide Mercredi, Cree, Grand Rapids, Manitoba.
- 1997–2000: Phil Fontaine, Sagkeeng First Nation, Manitoba[2]
- 2000–2003: Matthew Coon Come, Mistissini Cree Nation, Quebec.[3]
- 2003-2009: Phil Fontaine, Sagkeeng, Manitoba.[2]
- 2009–2014: Shawn Atleo, Ahousaht, British Columbia.[4]
- 2014–2021: Perry Bellegarde, Cree, Saskatchewan.[5]
- 2021–2023: Rose Anne Archibald, Cree, Ontario (avsatt).[6]
- sedan 2023: Cindy Woodhouse, Pinaymootang, Manitoba.[7]